# Schneifel

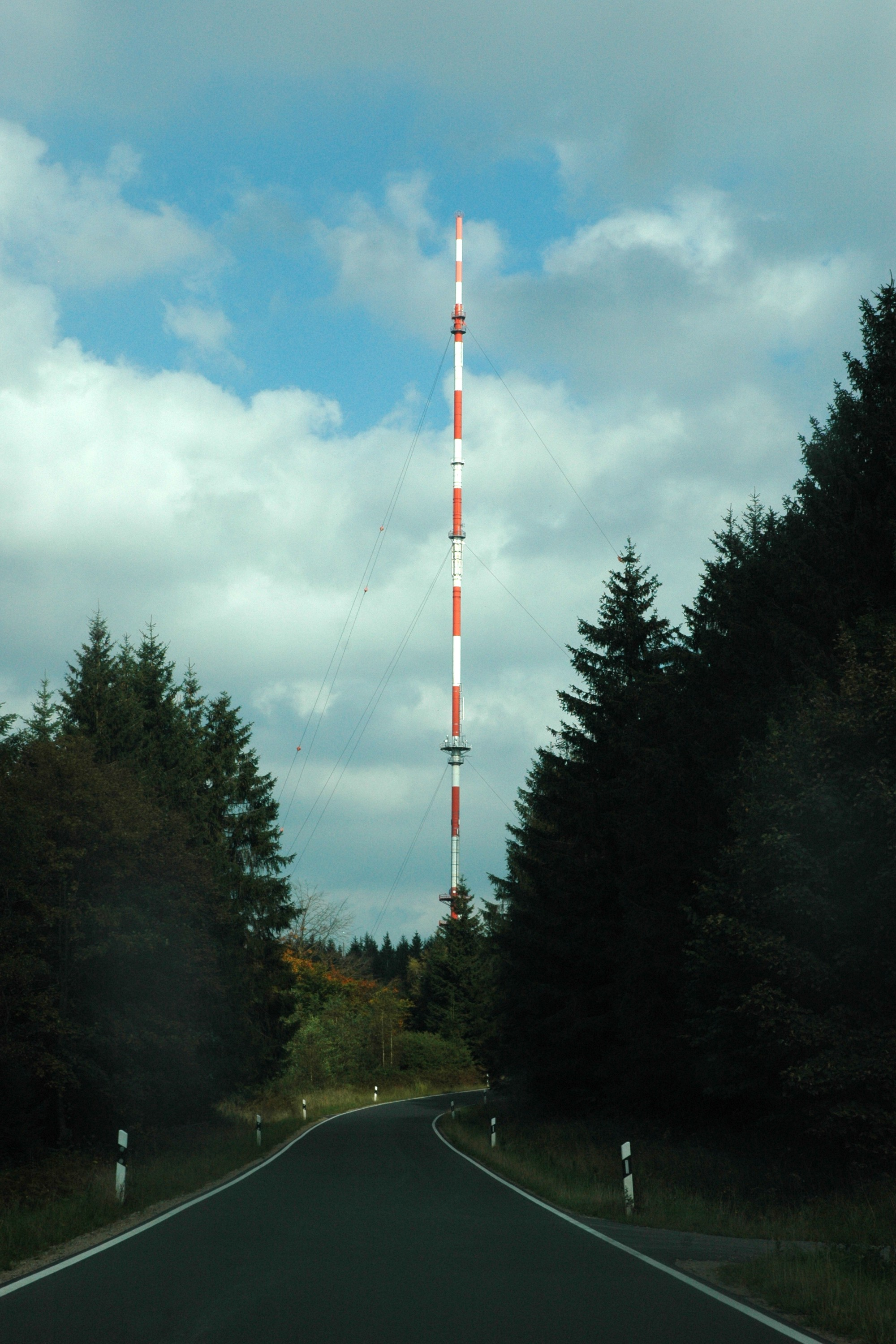
Auf der Erhebung Schwarzer Mann steht die Sendeanlage Schnee-Eifel

Die Schneifel ist ein maximal 700,9 m ü. NHN hoher, im Eifelkreis Bitburg-Prüm und Landkreis Vulkaneifel in Rheinland-Pfalz gelegener Gebirgszug in den westlichen Hochlagen der Eifel.
Auf der Schneifel befinden sich die Sender Bleialf und Schnee-Eifel.

## Geographie

### Lage
Die Schneifel liegt einige Kilometer nordwestlich der Kleinstadt Prüm, die vom im Nordostteil des langgezogenen und eher unauffälligen Gebirgszugs entspringenden Flusses Prüm durchflossen wird. Sie verläuft von der Gemeinde Brandscheid im Südwesten zur Gemeinde Ormont im Nordosten. Die Grenze zu Belgien liegt einige Kilometer nordwestlich des Gebirgszugs.

### Naturräumliche Zuordnung
Die Schneifel gehört in der naturräumlichen Haupteinheitengruppe Westeifel (Nr. 28) und in der Haupteinheit Westliche Hocheifel (281) zur Untereinheit Schneifelrücken (281.0), wobei sich die zur Untereinheit Nördliches Schneifelvorland (281.1) zählenden Naturräume Brandscheider Schneifelvorland (281.10) im Südwesten und Manderfelder Schneifelvorland (281.11) im Nordwesten, die Untereinheiten Oberes Kylltal (281.3) und Duppacher Rücken (281.4) im Nordosten und die zur Haupteinheit Islek und Ösling (280) zählende Untereinheit Südliches Schneifelvorland (280.4) im Südosten und Süden anschließen.

### Erhebungen
Die höchste Erhebung der Schneifel ist eine mit dem sogenannten Trachotstein markierte Stelle mit 700,9 Meter Höhe (⊙), die knapp 540 Meter südwestlich vom Gipfel des Schwarzen Mann liegt, der mit 697,0 Meter dritthöchsten Erhebung. Zweithöchste Erhebung ist mit 699,2 Meter eine unbenannte Stelle 960 Meter nordöstlich vom Schwarzen Mann.

## Geologie
Die Schneifel stellt ein Rumpfgebirge dar, den Rest eines im Erdaltertum aufgefalteten variszischen Hochgebirges. Nach langer Zeit der Erosion wurde sie in geologisch jüngster Zeit (im Quartär) nochmals gehoben. Stellenweise sind die alten Verebnungsflächen erkennbar, aus denen einzelne markante Höhenzüge aus härterem Gestein emporragen. Ein solcher ist der aus Ems-Quarzit bestehende Rücken der Schneifel. Der langgezogene Gebirgszug überragt die wenig gegliederte alte Hochfläche um etwa 100 m und demonstriert die Widerstandsfähigkeit des lokalen Quarzgesteins gegen die Kräfte der Verwitterung.
Auffällig ist auch seine Schneifel-Längserstreckung von 15 km bei einer durchschnittlichen Breite von lediglich 2 km, die sich mit nur wenigen Metern Höhenunterschieden von Brandscheid bis gegen Ormont bei Stadtkyll hinzieht, wo sie mit dem Steinberg (657,8 Meter) endet.

## Wintersport
In den Wintermonaten liegt hier der Schnee meistens am längsten in der gesamten Eifel, so dass über einen längeren Zeitraum Wintersport betrieben werden kann. Auf dem Berg Schwarzer Mann gibt es ein Wintersportgebiet gleichen Namens.

## Bauwerke und Sendeanlagen
Die Schneifel ist auf ihrer gesamten Länge von Bunkerruinen des zwischen 1938 und 1940 errichteten Westwalls bedeckt. Auf ihren Höhen befinden sich außerdem der Sender Bleialf und der Sender Schnee-Eifel sowie Reste der ehemaligen US-Radarstation Prüm Air Station.

## Verkehr und Wandern
Über die Schneifel verläuft die Landesstraße 20, die von Ormont im Nordosten kommt, die von Roth bei Prüm, durch Knaufspesch nach Prüm verlaufende Bundesstraße 265 am Forsthaus Schneifel kreuzt und jenseits ihres Gipfels nach Südwesten nach Brandscheid führt. Vielerorts sind Wanderparkplätze vorhanden. Die Landschaft kann auf mehreren Waldwegen und -pfaden durchwandert werden, zum Beispiel auf dem Schneifelhöhenweg, der zwischen dem Wanderparkplatz Schneifelforsthaus und dem Wanderrastplatz Brandscheid eine Länge von etwa 10 km hat.